# Египат (провинција)
Египат је била римска провинција од 30. п. н. е. Основао ју је римски државник и будући цар Октавијан након победе у рату са својим противником Марком Антонијем и египатском краљицом Клеопатром VII после заузимања Александрије и остатка Птолемејског краљевства. Територија провинције је отприлике одговарала територији данашњег Египта, с изузетком Синаја, који је припадају провинцији Јудеја. На западу се римски Египат граничио с провинцијом Киренаика и Крит, а на југу с независним краљевством Куш. За време римске владавине Египат је био изузетно важна провинција, с обзиром да се у њему производило жито за исхрану грађана Рима и других провинција.
Провинција је испочетка обухватала само Доњи Египат, да би године 26. п. н. е. Корнелије Гал успоставио римску власт у Горњем Египту. Касније је успостављена нова граница на југу с Кушом, док је обала Црвеног мора освојена у доба цара Клаудија.
Римску власт је карактерисала снажна друштвена стратификација, односно подела друштва на различите класе према којој су на врху били Римљани, а на дну египатски домороци. У културном смислу је период римске власти бележио поступно нестајање староегипатске културе, чему је битно допринео долазак хришћанства, односно стварање нове коптске културе.
Египат је након поделе Царства године 395. припао Источном царству. Тај период су карактерисали бројни верски сукоби везани уз монофизитска веровања египатских хришћана. Они су ослабили ауторитет Царства у провинцији и омогућили да Египат почетком 7. века накрактко дође под сасанидску власт, да би римска/визанстијска власт коначно престала арапским освајањем 641–646. године.
Главни град провинције је била Александрија.